# Matteo Ruggeri
Matteo Ruggeri (ur. 11 lipca 2002 w San Giovanni Bianco) – włoski piłkarz, występujący na pozycji pomocnika lub obrońcy we włoskim klubie Atalanta BC oraz w reprezentacji Włoch. Zwycięzca Ligi Europy UEFA 2023/2024.

## Sukcesy

### Atalanta BC
- Liga Europy UEFA: 2023/2024

### Reprezentacja
- Mistrzostwa Europy U-17 w piłce nożnej (2. miejsce): 2019